# Saulius Ambrulevičius
Saulius Ambrulevičius (ur. 10 czerwca 1992 w Kownie) – litewski łyżwiarz figurowy, startujący w konkurencji solistów, a następnie w parach tanecznych z Allison Reed. Brązowy medalista mistrzostw Europy (2024), medalista zawodów z cyklu Grand Prix i Challenger Series, 7-krotny mistrz Litwy wśród solistów (2007–2013) oraz 6-krotny mistrz Litwy w parach tanecznych (2015, 2018-2022).

## Osiągnięcia

### Pary taneczne

#### Z Allison Reed

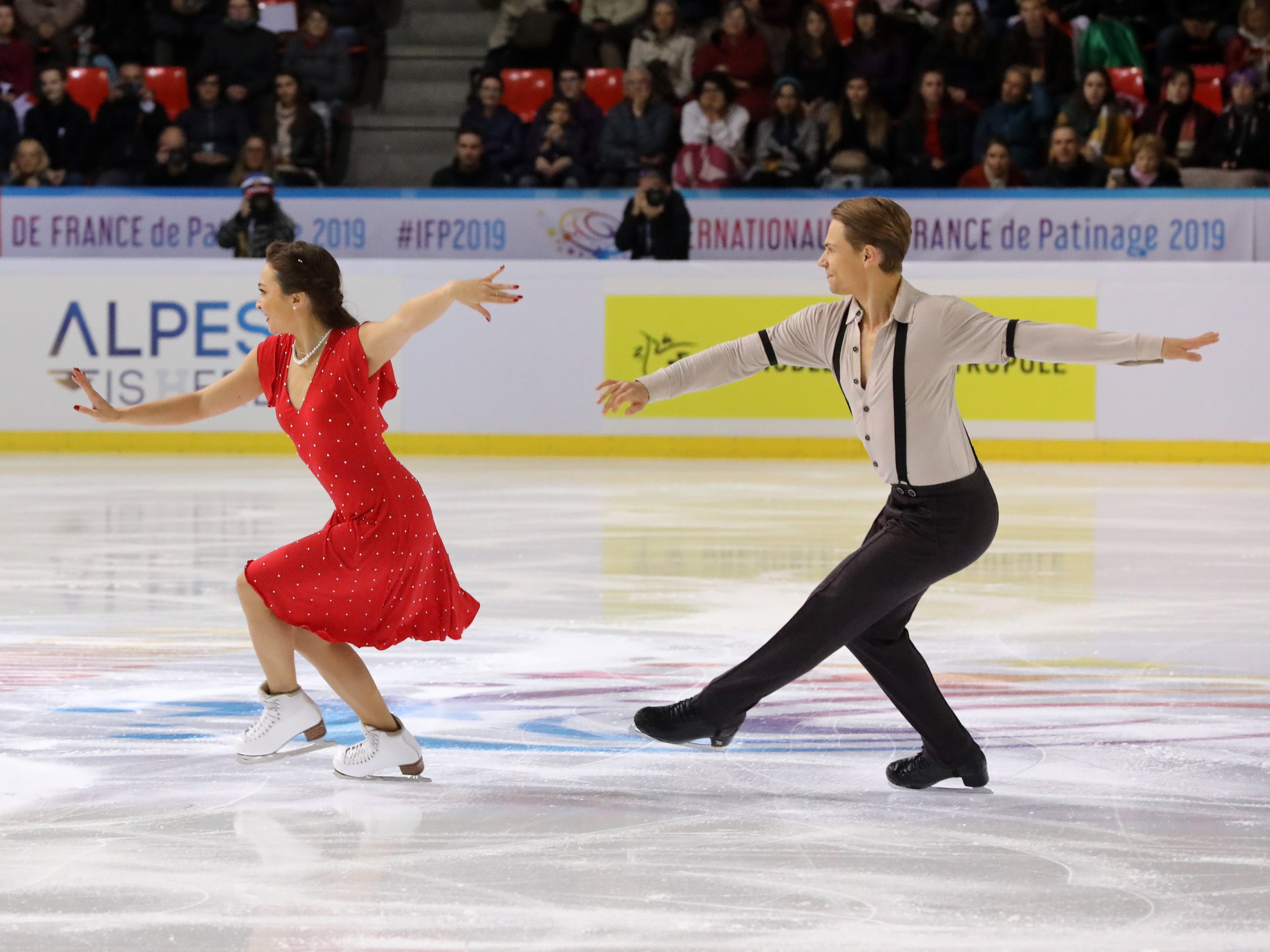
Internationaux de France 2019

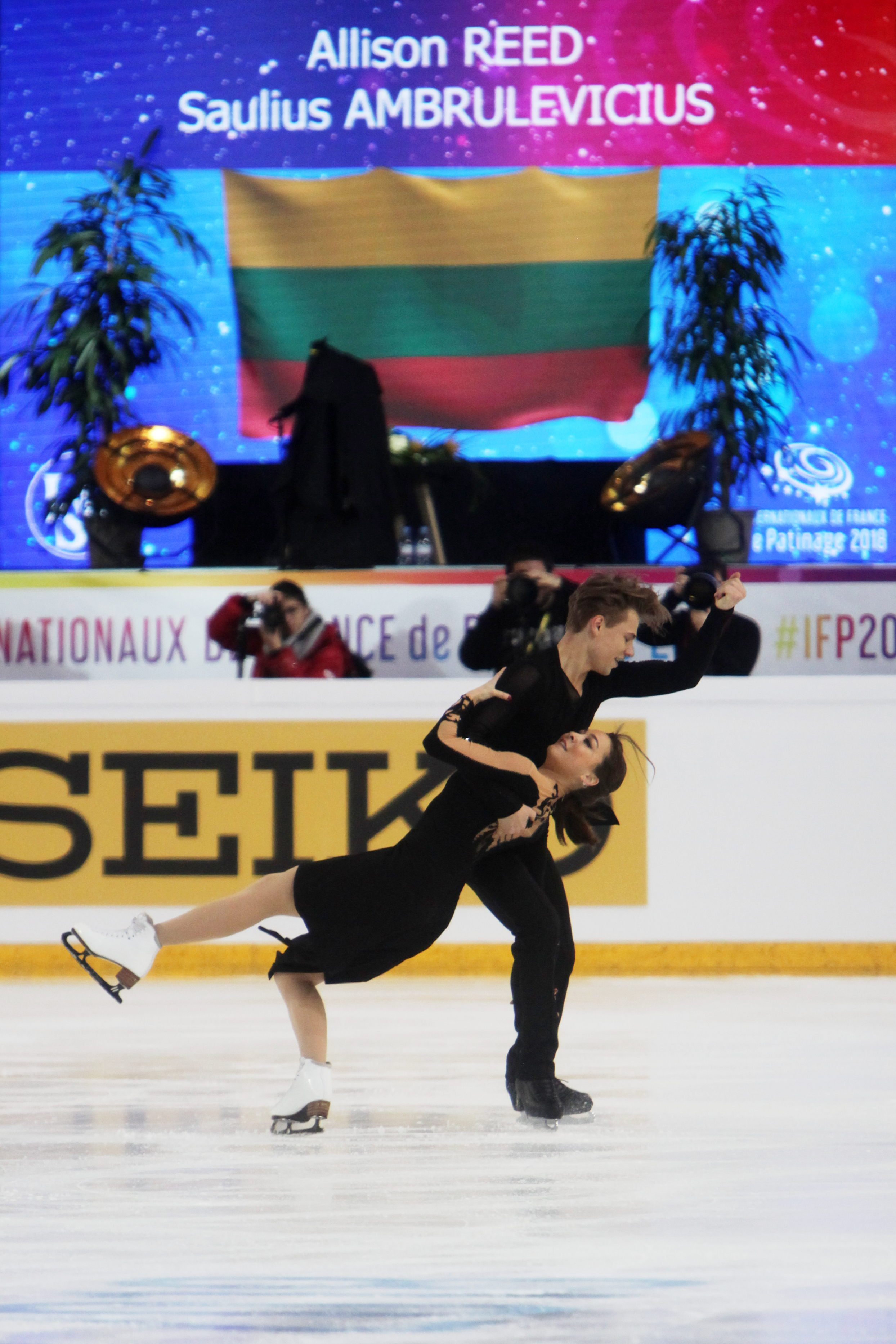
Reed i Ambrulevičius na zawodach Internationaux de France 2018

| Zawody                        | 17–18          | 18–19          | 19–20          | 20–21          | 21–22          | 22–23          | 23–24          |                |                |                |                |                |                |                |                |                |                |
| Międzynarodowe                | Międzynarodowe | Międzynarodowe | Międzynarodowe | Międzynarodowe | Międzynarodowe | Międzynarodowe | Międzynarodowe | Międzynarodowe | Międzynarodowe | Międzynarodowe | Międzynarodowe | Międzynarodowe | Międzynarodowe | Międzynarodowe | Międzynarodowe | Międzynarodowe | Międzynarodowe |
| ----------------------------- | -------------- | -------------- | -------------- | -------------- | -------------- | -------------- | -------------- | -------------- | -------------- | -------------- | -------------- | -------------- | -------------- | -------------- | -------------- | -------------- | -------------- |
| Mistrzostwa świata            | 20             | 17             | C              | 15             | 10             | 7              | 6              |                |                |                |                |                |                |                |                |                |                |
| Mistrzostwa Europy            | WD             | 13             | 11             | C              | 8              | 4              | 3              |                |                |                |                |                |                |                |                |                |                |
| GP Internationaux de France   |                | 9              | 10             | C              | 8              |                |                |                |                |                |                |                |                |                |                |                |                |
| GP NHK Trophy                 |                |                |                |                |                | 4              | 3              |                |                |                |                |                |                |                |                |                |                |
| GP Rostelecom Cup             |                | 6              | 5              | 7              | 7              |                |                |                |                |                |                |                |                |                |                |                |                |
| GP Skate Canada International |                |                |                |                |                |                | 3              |                |                |                |                |                |                |                |                |                |                |
| CS Finlandia Trophy           |                |                | 5              |                |                |                |                |                |                |                |                |                |                |                |                |                |                |
| CS Golden Spin of Zagreb      |                |                |                |                | 2              | 2              |                |                |                |                |                |                |                |                |                |                |                |
| CS Lombardia Trophy           |                |                | 6              |                |                | 2              |                |                |                |                |                |                |                |                |                |                |                |
| CS Nebelhorn Trophy           | 7              |                | 7              |                |                | 2              | 2              |                |                |                |                |                |                |                |                |                |                |
| CS Memoriał Ondreja Nepeli    | 6              |                |                |                |                |                |                |                |                |                |                |                |                |                |                |                |                |
| CS Tallinn Trophy             | 8              |                |                |                |                |                |                |                |                |                |                |                |                |                |                |                |                |
| Budapest Trophy               |                |                |                |                | 2              |                |                |                |                |                |                |                |                |                |                |                |                |
| Halloween Cup                 |                | 2              |                |                |                |                |                |                |                |                |                |                |                |                |                |                |                |
| Santa Claus Cup               | 5              |                |                |                |                |                |                |                |                |                |                |                |                |                |                |                |                |
| Volvo Open Cup                |                | 5              |                |                |                |                |                |                |                |                |                |                |                |                |                |                |                |
| Krajowe                       |                |                |                |                |                |                |                |                |                |                |                |                |                |                |                |                |                |
| Mistrzostwa Litwy             | 1              | 1              | 1              | 1              | 1              |                |                |                |                |                |                |                |                |                |                |                |                |

#### Z Taylor Tran

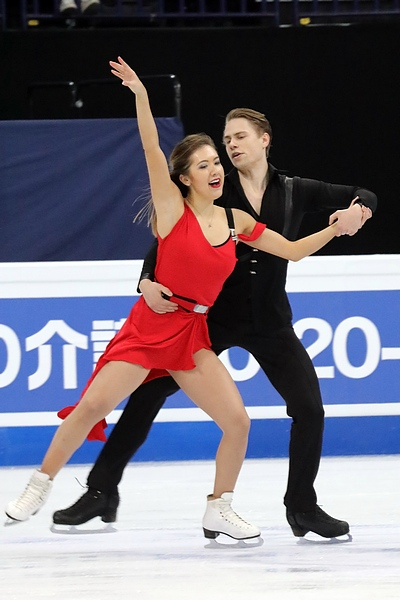
Tran i Ambrulevičius na mistrzostwach świata 2017

| Zawody                        | 14–15          | 15–16          | 16–17          |                |                |                |                |                |                |                |                |                |                |                |                |                |                |
| Międzynarodowe                | Międzynarodowe | Międzynarodowe | Międzynarodowe | Międzynarodowe | Międzynarodowe | Międzynarodowe | Międzynarodowe | Międzynarodowe | Międzynarodowe | Międzynarodowe | Międzynarodowe | Międzynarodowe | Międzynarodowe | Międzynarodowe | Międzynarodowe | Międzynarodowe | Międzynarodowe |
| ----------------------------- | -------------- | -------------- | -------------- | -------------- | -------------- | -------------- | -------------- | -------------- | -------------- | -------------- | -------------- | -------------- | -------------- | -------------- | -------------- | -------------- | -------------- |
| Mistrzostwa świata            |                |                | 30             |                |                |                |                |                |                |                |                |                |                |                |                |                |                |
| Mistrzostwa Europy            | 24             | 25             | 18             |                |                |                |                |                |                |                |                |                |                |                |                |                |                |
| CS Finlandia Trophy           |                |                | 8              |                |                |                |                |                |                |                |                |                |                |                |                |                |                |
| CS Memoriał Ondreja Nepeli    |                |                | 9              |                |                |                |                |                |                |                |                |                |                |                |                |                |                |
| CS U.S. International Classic |                | 8              |                |                |                |                |                |                |                |                |                |                |                |                |                |                |                |
| CS Warsaw Cup                 |                | 6              |                |                |                |                |                |                |                |                |                |                |                |                |                |                |                |
| Autumn Classic International  |                | 7              |                |                |                |                |                |                |                |                |                |                |                |                |                |                |                |
| Bavarian Open                 |                | 11             |                |                |                |                |                |                |                |                |                |                |                |                |                |                |                |
| Memoriał Pavla Romana         |                | 2              |                |                |                |                |                |                |                |                |                |                |                |                |                |                |                |
| Tallinn Trophy                | 5              |                |                |                |                |                |                |                |                |                |                |                |                |                |                |                |                |
| Krajowe                       |                |                |                |                |                |                |                |                |                |                |                |                |                |                |                |                |                |
| Mistrzostwa Litwy             | 1              |                |                |                |                |                |                |                |                |                |                |                |                |                |                |                |                |

### Soliści
| Zawody                                | 05–06          | 06–07          | 07–08          | 08–09          | 09–10          | 10–11          | 11–12          | 12–13          |                |                |                |                |                |                |                |                |                |
| Międzynarodowe                        | Międzynarodowe | Międzynarodowe | Międzynarodowe | Międzynarodowe | Międzynarodowe | Międzynarodowe | Międzynarodowe | Międzynarodowe | Międzynarodowe | Międzynarodowe | Międzynarodowe | Międzynarodowe | Międzynarodowe | Międzynarodowe | Międzynarodowe | Międzynarodowe | Międzynarodowe |
| ------------------------------------- | -------------- | -------------- | -------------- | -------------- | -------------- | -------------- | -------------- | -------------- | -------------- | -------------- | -------------- | -------------- | -------------- | -------------- | -------------- | -------------- | -------------- |
| Mistrzostwa świata                    |                |                | 45             | 49             | 38             |                | 42             |                |                |                |                |                |                |                |                |                |                |
| Mistrzostwa Europy                    |                |                |                | 37             | 34             | 34             |                | 27             |                |                |                |                |                |                |                |                |                |
| Golden Spin Zagrzeb                   |                |                |                |                |                |                |                | 7              |                |                |                |                |                |                |                |                |                |
| Nebelhorn Trophy                      |                |                |                |                |                | 21             |                | 30             |                |                |                |                |                |                |                |                |                |
| NRW Trophy                            |                |                |                |                |                | 23             |                |                |                |                |                |                |                |                |                |                |                |
| Memoriał Ondreja Nepeli               |                |                |                |                |                |                | 17             |                |                |                |                |                |                |                |                |                |                |
| Warsaw Cup                            |                |                |                |                |                |                |                | 11             |                |                |                |                |                |                |                |                |                |
| Zimowa Uniwersjada                    |                |                |                |                |                | 26             |                |                |                |                |                |                |                |                |                |                |                |
| Międzynarodowe: Kategorie młodzieżowe |                |                |                |                |                |                |                |                |                |                |                |                |                |                |                |                |                |
| Mistrzostwa świata juniorów           |                | 45             | 47             | 33             |                | 38             |                |                |                |                |                |                |                |                |                |                |                |
| JGP we Francji                        |                |                |                | 18             |                |                |                |                |                |                |                |                |                |                |                |                |                |
| JGP na Węgrzech                       |                |                |                |                | 16             |                |                |                |                |                |                |                |                |                |                |                |                |
| JGP w Wielkiej Brytanii               |                |                | 26             |                |                |                |                |                |                |                |                |                |                |                |                |                |                |
| Warsaw Cup                            | 11 N           |                |                |                |                |                |                |                |                |                |                |                |                |                |                |                |                |
| Olimpijski festiwal młodzieży Europy  |                | 17 J           |                |                |                |                |                |                |                |                |                |                |                |                |                |                |                |
| Krajowe                               |                |                |                |                |                |                |                |                |                |                |                |                |                |                |                |                |                |
| Mistrzostwa Litwy                     |                | 1              | 1              | 1              | 1              | 1              | 1              | 1              |                |                |                |                |                |                |                |                |                |

## Programy
Allison Reed / Saulius Ambrulevičius
| Sezon   | Taniec rytmiczny (RD) | Taniec dowolny (FD)                                               |
| ------- | --- | ----------------------------------------------------------------- |
| 2020–21 | - Bandstand medley: - Greased Lightnin’ - Fokstrot: Love Will Come And Find Me Again – Laura Osnes - Quickstep: You Deserve It – Corey Cott choreografia: Massimo Scali | - Aurora medley: - Churchyard - It Happened Quiet - Soft Universe |
| 2019–20 | - Bandstand medley: - Greased Lightnin’ - Fokstrot: Love Will Come And Find Me Again – Laura Osnes - Quickstep: You Deserve It – Corey Cott choreografia: Massimo Scali | - Aurora medley: - Churchyard - It Happened Quiet - Soft Universe |